# Raimond Aumann
Raimond Aumann (født 12. oktober 1963 i Augsburg, Vesttyskland) er en tidligere tysk fodboldspiller, der som målmand på det vesttyske landshold var med til at vinde guld ved VM i 1990 i Italien. Han var dog kun reserve på holdet under turneringen, og opnåede selv kun fire landskampe.
På klubplan spillede Aumann, på nær en enkelt sæson hos tyrkiske Beşiktaş JK, hele sin karriere hos den tyske storklub FC Bayern München. Her var han med til at vinde seks tyske mesterskaber og to pokaltitler.